# کلاته آبسرده
کلاته آبسرده یا به قول محلی‌های ده علی نظر و حوسه مراد رویت و پشه علی نظر یکی از روستاهای شهرستان بروجرد در استان لرستان است. کلاته در دهستان همت‌آباد در بخش مرکزی این شهرستان قرار دارد. این روستا در نزدیکی روستای آبسرده در تنگه‌ای در دل کوه‌های جنوبی این شهرستان و در نزدیکی جاده آسفالته بروجرد - چغلوندی - خرم‌آباد قرار گرفته‌است. فاصله آن تا شهر بروجرد شانزده کیلومتر است. کلاته آب سرده آب و هوایی سرد و کوهستانی دارد.

## مردمشناسی
مردمان کلاته آبسرده بیشتر از طایفه‌های لرو بیرانوند  هستند و زبان لری دارند. دامپروری و کشاورزی دیم شغل اصلی مردم این روستا است.

## جمعیت
بنابر سرشماری مرکز آمار ایران، جمعیت کلاته آبسرده در سال ۱۳۸۵، برابر با ۱۲۲ نفر بوده‌است که از این میان ۶۳ نفر مرد و بقیه زن بوده‌اند. ۷۳٪ ساکنان آبسرده باسوادند. این روستا ۳۰ خانوار جمعیت دارد.